# Patinoire olympique de Torre Pellice Giorgio Cotta Morandini
La Patinoire olympique de Torre Pellice Giorgio Cotta Morandini, également connue sous le nom de Pala Cotta Morandini
 est le nom donné à la patinoire de Torre Pellice dans le Piémont. 

## Historique
Sa construction été projetée en 2002 en vue des Jeux olympiques de Turin 2006. Elle a été réalisée entre 2003 et 2006 et inaugurée en décembre 2005.